# Almah (album)
Almah – pierwszy album zespołu Almah, początkowo będący albumem solowym Eda Falaschiego, który skomponował wszystkie piosenki oraz wyprodukował go.

## Lista utworów
1. King – 4:11
2. Take Back Your Spell – 3:17
3. Forgotten Land – 4:09
4. Scary Zone – 4:24
5. Children of Lies – 4:38
6. Break All the Welds – 2:15
7. Golden Empire – 3:54
8. Primitive Chaos – 3:18
9. Breathe – 3:09
10. Box of Illusion – 3:33
11. Almah – 5:34
12. The Sign of Glory (bonus) – 4:10
13. Supermind (bonus) – 3:22

## Twórcy
- Edu Falaschi (Almah) - wokal, gitara, instrumenty klawiszowe
- Emppu Vuorinen (Nightwish) - gitara
- Lauri Porra (Stratovarius) - bas
- Casey Grillo (Kamelot) - perkusja